# Stan Brenders
Constant Brenders (Brussel, 31 mei 1904 – aldaar, 1 juni 1969) was een Belgisch klassiek geschoold musicus, arrangeur, componist en pianist die een belangrijk figuur was in de geschiedenis van de Belgische jazz.

## Biografie
Brenders werd geboren als zoon van een caféhouder in de Brusselse Marollenwijk. Hij studeerde aan het Brussels conservatorium en haalde verschillende prijzen als pianist. Hij maakte deel uit van Charles Remue & The New Stompers toen dit orkest in 1927 voor het platenlabel Edison Bell de eerste Belgische jazzopname maakte. In dat orkest speelden onder anderen ook drummer Harry Belein en de saxofonist en klarinettist Gaston Frédéric. Hij was ook aanwezig op het eerste Belgische jazzfestival in 1926. Na zijn tijd bij Remue leidde Brenders een eigen groep. In 1930 begon zijn samenwerking met het NIR symfonieorkest en gaf Brenders zijn baan in een paraplufabriek op. Toen het NIR, de Belgische nationale radio-omroep, hem vroeg om een jazzorkest te vormen, verzamelde Brenders het kruim van de Belgische jazzmusici van dat moment, met onder meer John Ouwerx en zijn voormalige baas Charles Remue. De allereerste radio-uitzending had plaats op 19 januari 1936. Daarnaast speelde de band ook voor de buitenlandse radiostations Hilversum en BBC. Hij tekende een contract voor opnames bij His Master's Voice.
In 1939 vond een zogenaamde battle of the bands plaats, een uitwisselingsconcert met de bekende Nederlandse band The Ramblers en het orkest van Stan Brenders, waarbij The Ramblers op het NIR in Brussel kwamen spelen en Brenders bij de VARA in Hilversum. Brenders, die stevige swing-nummers speelde, won de 'battle' op een overtuigende manier.
Kort na de Duitse inval in mei 1940 nam de bezetter het NIR over. Zender Brussel werd vanaf dan ingezet als propagandamiddel waarbij nieuwsberichten, programma’s of commentaren doorspekt werden met antisemitische, antibolsjewistische en pro-Duitse opvattingen. Ondanks vele ontslagen bij de journalisten bleef Brenders geprogrammeerd op de radio. Vanaf toen kon hij in Europa rondtoeren en kon hij onafhankelijk werken van de Angelsaksische invloeden. Om aan de verplichte tewerkstelling te ontsnappen, aanvaardde Stan om voor de bezetter te spelen in zalen en voor Deutschlandfunk. In het voorjaar van 1942 kwam het hoogtepunt in zijn carrière, toen zijn band samen met die van Fud Candrix in Brussel Django Reinhardt begeleidde en met hem opnames maakte voor het Duitse label Rythme.
Kort na de bevrijding besliste de directie van het NIR om degenen die met de bezetter samenwerkten te "zuiveren". Hij was er van overtuigd dat hij veilig was, maar de jury was niet vergeten dat zijn muziek op de radio werd gespeeld samen met de Duitse propaganda en ontsloeg hem door zijn (vermeende) incivisme. Vanaf dan riskeerde hij te worden veroordeeld door het 'Krijgsauditoraat'. Maar er bleek dat Brenders het verzet financieel en met inlichtingen had gesteund. De getuigenissen in zijn voordeel stapelden zich op en in maart 1945 werd ten slotte zijn dossier zonder gevolg geklasseerd. 
Omdat zijn naam voortdurend geassocieerd werd met de collaboratie was zijn carrière gebroken. Toch vocht hij gedurende meer dan tien jaar om zijn goede trouw te bewijzen en voor zijn recht om opnieuw op de radio te komen. Hij werd vrijgepleit in 1955, maar deze beslissing wijzigde de publieke opinie niet. Gebroken door de vroegtijdige dood van zijn zoon in 1953, gaf hij definitief zijn plannen op om terug te keren naar de radio.
Na 1953 speelde hij piano in zijn bar in het centrum van Brussel, "L'Archiduc", een plek die nog steeds bestaat en een podium biedt voor livejazz.
Stan Brenders stierf op 65-jarige leeftijd.

## Discografie
- Modernes Tempo, Antikbuero, 2005

- Bibliothèque nationale de France: cb14158892j (data)
- Gemeinsame Normdatei: 1069179892
- International Standard Name Identifier: 0000 0000 4601 8661
- Library of Congress Control Number: no98033268
- MusicBrainz: daeee2c0-0cd6-40bd-b59c-63b1c279060a
- Nationale Bibliotheek van Israël: 987007345464005171
- Virtual International Authority File: 29145812
- WorldCat: E39PBJcwGRkFTr7q8vVg38bDbd